# Rypefjord (Groenland)
De Rypefjord (Groenlands: Aqissip Kangertiva) is een fjord in de gemeente Sermersooq in het oosten van Groenland, op de rand van het Nationaal park Noordoost-Groenland. De fjord maakt deel uit van het fjordencomplex Kangertittivaq (Scoresby Sund) en is een afsplitsing van de Øfjord. De hoofdtak van de Øfjord gaat richting het oosten, de Rypefjord richting het noordwesten en de andere tak, de Harefjord, richting het westen. Ten oosten van de fjord ligt het Renland en ten westen het Grabenland.
De fjord heeft bij de splitsing/monding een breedte van 3500 meter. Noordelijker wordt de fjord breder en heeft dan een breedte van ongeveer 4500 meter. De fjord wordt gevoed door de Eielsongletsjer die vanuit het westen de fjord instroomt en de doorgang door de fjord blokkeert. De gletsjertong ligt op ongeveer 30 kilometer ten noorden van de monding van de fjord.